# كورت كروغر (سياسي)
كورت كروغر (بالألمانية: Kurt Krüger)‏ هو دبلوماسي وسياسي ألماني، ولد في 17 سبتمبر 1925 بيوتربوغ في ألمانيا، وتوفي في 21 أكتوبر 2006 ببرلين في ألمانيا. حزبياً، نشط في حزب الوحدة الاشتراكية الألماني. انتخب سفير.